# Manuel García Morente
Pour les articles homonymes, voir Manuel Garcia (homonymie), García et Morente.
Manuel García Morente, né le 22 avril 1886 à Arjonilla (Jaén, Espagne) et mort à Madrid le 7 décembre 1942, est un philosophe de la génération de 14, traducteur, professeur puis prêtre espagnol.
Important divulgateur et traducteur des œuvres de la pensée européenne, ce philosophe a permis de développer les cursus scolaires de philosophie grâce à ses cours magistraux oraux et écrits.

## Biographie
La première formation de Morente est française : il passe son bac au lycée de Bayonne et obtient une licence en littérature à l'université de Bordeaux en 1905. « Né d'un père anticlérical et voltérien et d'une mère qui était une fervente catholique, il va avoir une éducation européenne de haute formation intellectuelle. »
De retour en Espagne, il commence à enseigner à la Résidence d'étudiants de Madrid, liée à l'Institution libre d'enseignement, en 1906. Il part ensuite en Allemagne grâce à une bourse de la Junta para la Ampliación de Estudios (es), pour y étudier la philosophie des néokantiens de Marbourg : Ernst Cassirer, Hermann Cohen et Paul Natorp.
En 1912, il obtient la chaire d'éthique de l'université centrale de Madrid. Il se consacre pleinement à l'enseignement et est reconnu unanimement pour sa pédagogie. Sa pensée oscille alors entre le kantisme — au travers de sa thèse sur l'« Esthétique de Kant » (1912) ; ses livres La filosofía de Kant (« la philosophie de Kant »), Una introducción a la filosofía (« Une introduction à la philosophie ») (1917) ; ses traductions des œuvres de Kant Critique de la faculté de juger (1914), Critique de la raison pratique (1918) et Fondements de la métaphysique des mœurs (1921) — et le bergsonisme — La filosofía de Bergson (1917).
Dans les années 1920, il est influencé par le biologisme historique d'Oswald Spengler — il traduit son célèbre essai Le Déclin de l'Occident —, Heinrich Rickert, Georg Simmel, l'axiologie, grâce à l'incorporation de l'œuvre de Max Scheler et Nicolai Hartmann par l'intermédiaire de la Revista de Occidente. Vers la fin des années 1920, il finit les traductions de Recherches logiques d'Edmund Husserl (1929, avec José Gaos (es)) et de L'Origine de la connaissance morale de Franz Brentano : il utilisera la méthode phénoménologique avec brio dans ses recherches philosophiques postérieures.
En 1930, alors qu'Elías Tormo est le ministre, García Morente est nommé sous-secrétaire d'Éducation publique. Un an plus tard, il est nommé doyen de la Faculté de philosophie et lettres de l'université centrale de Madrid, où il devient l'artisan de la nouvelle Faculté sur le terrain de la cité universitaire en collaborant étroitement avec l'architecte Agustín Aguirre López (es). Par ailleurs, il participe en 1933 avec l'architecte Antonio García y Bellido, à l'exposition qui parcourt les principaux sites archéologiques de Méditerranée à bord du Ciudad de Cádiz. durant la célèbre croisière universitaire en Méditerranée partie du port de Barcelone. C'est pendant ces années que ses productions les plus originales ont lieu : El mundo del niño (1928), Ensayos sobre el progreso (1932), Ensayo sobre la vida privada (1935) et El ámbito anímico (1935).
À la suite de l'éclatement de la guerre civile espagnole en 1936, García Morente est destitué de ses fonctions à l'université de Madrid. Il se réfugie à Paris, où lui arrive ce qu'il appellera lui-même « un fait extraordinaire » et qui le poussera à se convertir au catholicisme, lors de la nuit du 29 au 30 avril 1937 et alors qu'il écoute L'Enfance du Christ de Hector Berlioz à la radio,.
En juillet 1937, il part en Argentine, où il devient professeur à l'université nationale de Tucumán et où il écrit Lecciones preliminares de filosofía, jusqu'à ce qu'il revienne en Espagne en juin 1938. Il y commence une formation comme séminariste à Pontevedra, avant d'être admis au Séminaire de Madrid en 1939 : il est ordonné prêtre en 1940. Il fut par ailleurs membre de l'Académie royale des sciences morales et politiques.
Les dernières années de sa vie, une fois assimilée la philosophie de Thomas d'Aquin — il y a parmi ses écrits la traduction des cinq premières question de la Somme théologique —, sont marquées par son intérêt pour réaliser une « philosophie de l'histoire d'Espagne » avec Ideas para una filosofía de la historia de España (« Idées pour une philosophie de l'histoire d'Espagne », 1942) et par sa volonté de développer les métaphysiques spéciales larvées dans sa différenciation des différents domaines de la réalité : physique, idéal, axiologique, historique et surnaturel.
Il meurt le 7 décembre 1942 à Madrid.

## Reconnaissance
Manuel García Morente était membre de l'Académie royale des sciences morales et politiques.
Juan Zaragüeta (es) publie postérieurement des Fundamentos de filosofía (« fondamentaux de philosophie ») qui utilise des textes de García Morente.